# Renzo Giovampietro
Renzo Giovampietro (Velletri, 23 giugno 1924 – Roma, 10 marzo 2006) è stato un attore e regista teatrale italiano.

## Biografia
Frequenta e si diploma all'Accademia nazionale d'arte drammatica, iniziando poi la sua attività nel dopoguerra sia in teatro che alla radio Rai, all'interno della Compagnia di Prosa della Radio Italiana, con numerosi lavori nelle commedie e nei radiodrammi.
Sarà Luchino Visconti a dargli la possibilità di entrare nel 1945 nella compagnia teatrale, debuttando nell'Antigone; l'anno successivo è a Milano con la regia di Giorgio Strehler in Pick-up e nel 1948 in Arlecchino servitore di due padroni, poi ne La dodicesima notte .
Discreta è stata anche la sua attività come attore televisivo (fra le altre cose, Napoleone a Sant'Elena, L'affare Dreyfus, Vita di Cavour, Sandokan) e cinematografico.
Durante la sua carriera ottenne molti riconoscimenti, tra cui la Maschera d'oro e il Premio Veretium.
In radio fu nel mese di ottobre 1974 conduttore del programma d'intrattenimento radiofonico del mattino " Voi ed Io" tutti i giorni dal lunedì al sabato dalle 9 alle 11,30 sul Programma Nazionale Radiorai.

## Prosa teatrale
- Antigone di J.Anouhil, regia Luchino Visconti, 1945 Compagnia Morelli-Stoppa
- Pick Up Girl di Shelley, regia Giorgio Strehler, 1946 Compagnia Ruggeri-Adani
- Non te li puoi portare appresso di Kaufman-Hart, regia G. Strehler 1946
- Colombe di J. Anouhil
- Valentina di Marchesi e Metz, regia Garinei e Giovannini
- La dodicesima notte di William Shakespeare, regia Giorgio Strehler, prima al Teatro Grassi di Venezia 25 agosto 1951
- Non si può giurare su niente di De Musset, 1952
- L'Avaro di Molière, regia A.fersen, 1953 Teatro delle Arti
- Madre Coraggio e i suoi figli di B.Brecht, regia Luciano Lucignani 1953
- La Mandragola di Machiavelli, regia di Lucignani e Pagliero, 1954 Compagnia Tofano
- Spettri di Ibsen, 1955
- La Celestina di Rojas, regia G.De Bosio, Teatro Stabile di Torino
- Veglia d'armi di Fabbri, regia Orazio Costa 1957
- Le notti dell'anima di Vasile, regia di Orazio Costa
- Demoni di Fabbri da Dostoevskij, regia Squarzina, Teatro Stabile di Genova
- Misura per Misura di Shakespeare, regia di Squarzina 1958
- Processo per magia da Apuleio, di F.Della Corte, regia Renzo Giovampietro
- Agamennone di V.Alfieri, regia Renzo Giovampietro, 1964
- Don Milani, regia Renzo Giovampietro, 1970
- La vita immaginaria dello spazzino Augusto G di A.Gatti, regia V.Puecher
- Il Galantuomo e il mondo/Processo a Giacomo Leopardi da Operette morali e Paralipomeni, regia Renzo Giovampietro
- Il Governo di Verre dalle Verrine di Cicerone, a cura di M.Prosperi e R.Giovampietro, regia Renzo Giovampietro
- Processo a Socrate di Giorgio Prosperi regia Renzo Giovampietro
- I discorsi di Lisia, regia Renzo Giovampietro
- Zio Vanja di A Checov, regia di Peter Stein

## Prosa radiofonica Rai
- La cena delle beffe di Sem Benelli, Compagnia di prosa della Radio Italiana, regia di Anton Giulio Majano, trasmessa il 17 dicembre 1951.
- Harwey, commedia di Mary Chase, regia di Anton Giulio Majano, trasmessa il 22 settembre 1952
- I nostri sogni, di Ugo Betti, regia di Guglielmo Morandi, trasmessa il 8 dicembre 1954
- Il pastor Fido, di Giovan Battista Guarini, regia di Guglielmo Morandi, trasmessa il 26 agosto 1955
- Le strade di Pompei, di Henry Reed, regia di Anton Giulio Majano, trasmessa 17 novembre 1955.
- Oro matto, di Silvio Giovaninetti, regia di Sandro Bolchi, trasmessa il 5 aprile 1957
- Cara delinquente di Jack Popplewell, regia di Guglielmo Morandi, trasmessa il 19 novembre 1959.

## Prosa televisiva Rai
- Il gioco delle vacanze, di Mihail Sebastian, regia di Carlo Di Stefano (1965)
- L'allodola di Jean Anouilh, regia di Vittorio Cottafavi, trasmessa dal Secondo canale il 16 marzo 1973.
- Il maggiore Barbara, di George Bernard Shaw con Marina Malfatti, Pino Micol e Renzo Giovampietro, regia di Maurizio Scaparro (1975)

## Filmografia
- Io t'ho incontrata a Napoli, regia di Pietro Francisci (1946)
- Duello senza onore, regia di Camillo Mastrocinque (1949)
- Cavalcata d'eroi, regia di Mario Costa (1950)
- Casta Diva, regia di Carmine Gallone (1954)
- Casa Ricordi di Carmine Gallone  (1954)
- Don Camillo e l'onorevole Peppone, regia di Carmine Gallone (1955)
- Fata Sabina, episodio di Le fate, regia di Luciano Salce (1966)
- El Greco, regia di Luciano Salce (1966)
- Vita di Cavour, regia di Piero Schivazappa (1967)
- La sconfitta di Trotsky, regia di Marco Leto (1967)
- La monaca di Monza, regia di Eriprando Visconti (1969)
- I Buddenbrook, regia di Edmo Fenoglio (1971)
- Sandokan, miniserie TV, regia di Sergio Sollima (1976)
- Il mistero di Cinecittà, episodio della serie TV Il commissario De Vincenzi 2, regia di Mario Ferrero (1977)
- Il do tragico, episodio della serie TV Il commissario De Vincenzi, regia di Mario Ferrero (1977)
- La barchetta di cristallo, episodio della serie TV Il commissario De Vincenzi, regia di Mario Ferrero (1977)
- Madame Bovary, sceneggiato televisivo, regia di Daniele D'Anza (1978)
- Porte aperte, regia di Gianni Amelio (1990)
- Domani, regia di Francesca Archibugi (2001)